# گرد هوشمند
گرد هوشمند به سیستمی متشکل از تعداد زیادی سیستم‌های میکرو الکترومکانیکی همچون حسگرها، ربات‌ها یا سایر دستگاه‌ها گفته می‌‌شود که قادرند کمیت‌هایی همچون دما، نور، لرزش، مواد شیمیایی را در محیطی که در آن پخش شده‌‌اند اندازه‌گیری کنند. این دستگاه‌ ها معمولاً باهم شبکه شده‌‌اند و در محیطی که پخش شده‌‌اند اقدام به اندازه‌گیری و انتقال داده می‌کنند. این مفهوم توسط Kristofer_S._J._Pister از دانشگاه برکلی در سال 1997 بنا نهاده شده‌ است.